# Мария (мебельная фабрика)
«Мария» — российская компания-производитель мебели для кухни, ванных комнат и помещений делового назначения. Производство располагается в Саратове.

## История
Мебельная фабрика «Мария» была основана в Саратове в 1999 году.
Площадь предприятия изначально составляла 900 м2, а в 2000 году были изготовлены первые 30 кухонь. Первыми партнерами компании стали дилеры в Москве, Волгограде и Тамбове. К 2008 году у фабрики было около 250 студий.
В апреле 2011 года мебельная фабрика «Мария» стала лауреатом ежегодной Всероссийской премии «Предприятие года». В 2012 году фонд Aton Capital Partners инвестировал в акционерный капитал компании 20 млн долларов и приобрёл в ней миноритарную долю.
В июне 2015 года компания «Мария» попала в рейтинг журнала Forbes «25 самых выгодных франшиз в России 2015 года». В шорт-листе она стала единственной компанией, представляющей мебельный бизнес.
По итогам 2011 и 2014 годов фабрика становилась лауреатом премии «Народная марка» в номинации «Мебель для кухни».
На предприятии работает около 3000 сотрудников. Общая площадь фабрики составляет 94 667 кв.м. На данный момент выпускается более 35 моделей кухонь и 14 моделей мебели для ванных комнат и шкафы-купе.

## Показатели деятельности
До кризиса 2008 года оборот компании рос примерно на 65 % в год на протяжении 8 лет.
По данным онлайн-версии журнала Эксперт, в посткризисный период фабрика вошла в тридцатку крупнейших производителей мебели, а в России занимает около 13 % рынка мебели для кухни. По данным за 2011 год, в России (150 городов), странах СНГ (Украина, Казахстан, Белоруссия) и Монголии в общей сложности функционирует 281 точка продаж фабрики.